# Diritto della previdenza sociale
Per diritto della previdenza sociale o diritto della previdenza e della sicurezza sociale si intende la branca del diritto pubblico che norma le modalità con cui uno Stato attua la tutela dei cittadini in condizioni di bisogno.
Il diritto della previdenza sociale individua quindi gli istituti previdenziali pubblici che hanno lo scopo di attuare tali tutele e le modalità di finanziamento degli stessi. In particolare il diritto della previdenza sociale regola le prestazioni in un sistema pensionistico ed individua i soggetti destinatari.
Dal lato del finanziamento regola l'entità e le modalità di pagamento dei contributi previdenziali. In definitiva il diritto della previdenza sociale regola i sistemi pensionistici pubblici ed i sistemi pensionistici privati.